# Vagner Souta
Vagner Souta Junior (10 de febrero de 1991) es un deportista brasileño que compite en piragüismo en la modalidad de aguas tranquilas. Ganó tres medallas en los Juegos Panamericanos en los años 2015 y 2019.

## Palmarés internacional
| Juegos Panamericanos | Juegos Panamericanos | Juegos Panamericanos | Juegos Panamericanos |
| Año                  | Lugar                | Medalla              | Competición          |
| -------------------- | -------------------- | -------------------- | -------------------- |
| 2015                 | Toronto (Canadá)     | Medalla de plata     | K4 1000 m            |
| 2015                 | Toronto (Canadá)     | Medalla de bronce    | K2 1000 m            |
| 2019                 | Lima (Perú)          | Medalla de bronce    | K1 1000 m            |